# دیلیجان
دیلیجان (به ارمنی: Դիլիջան) یک شهر در ارمنستان است که در استان تاووش واقع شده‌است.  در  کیلومتری شمال ایجوان، مرکز استان تاووش واقع شده است. دیلیجان شهری سرسبز در شمال ارمنستان است. این شهر در ارمنستان به آن «سوئیس کوچک» گفته می‌شود

## ریشه‌شناسی
در یک افسانه محلی، نام این شهر از نام چوپانی به نام دیلی گرفته شده است. دیلی چوپان عاشق دختر اربابش بود، اما پدرش مخالف بود و دستور کشتن چوپان را داد. مادر غمگین برای روزهای طولانی و سیاه در سراسر منطقه عزادار بود و به دنبال تنها پسرش می‌گشت و ناامیدانه می‌گریست: "دیلی جان، دیلی جان …" ("جان یک اصطلاح ارمنی است که به نام دوست اضافه شده است. یا یکی از اعضای خانواده).

## تاریخچه

### تاریخ اولیه و قرون وسطی

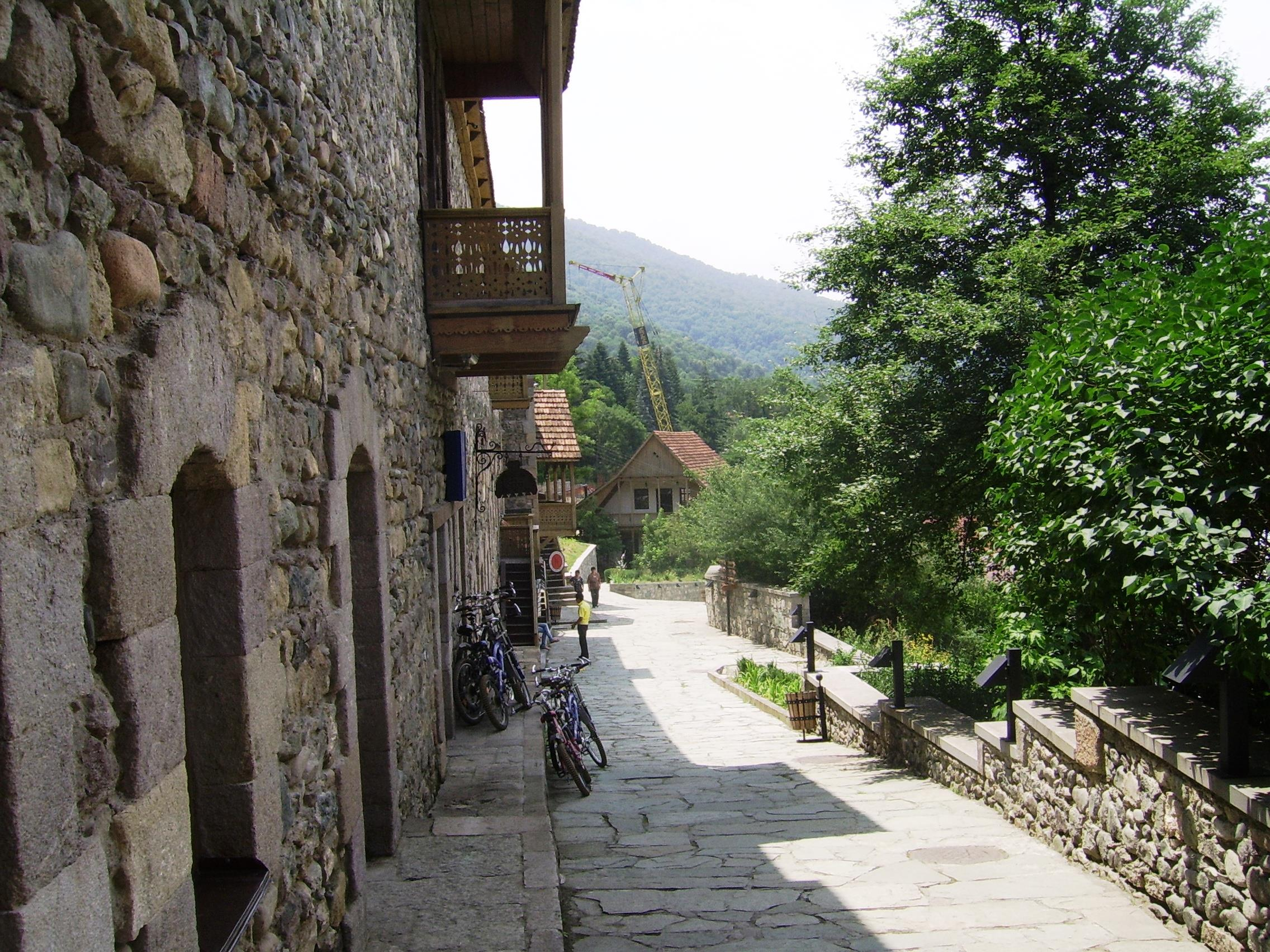
بازسازی خیابان تاریخی شرمبیان به همت بنیاد میراث فرهنگی توفنکیان

از نظر تاریخی، منطقه دیلیجان امروزی - معروف به هوک - بخشی از کانتون واراژنونیک آیرارات بود.  پانزدهمین استان ارمنستان بزرگ تاریخی.
در طول حفاری‌هایی که در دهه ۱۸۷۰ انجام شد، اقلام ارزشمند بسیاری یافت شد که قدمت آن‌ها به اواخر برنز و اوایل عصر آهن (بین پایان ۲۰۰۰ قبل از میلاد تا آغاز سال ۱۰۰۰) برمی‌گردد.  برخی از مجموعه‌های کاوش‌شده به موزه‌های مسکو، سن پترزبورگ، تفلیس، باکو و ایروان منتقل شدند و یادگاری در موزه زمین‌شناسی دیلیجان نگهداری می‌شد.
در دوره قرون وسطی قلمرو دیلیجان به هوک معروف بوده است.  هاوک جنگل مورد علاقه و تفرجگاه تابستانی پادشاهان اشکانی برای نشان دادن توانایی های خود در شکار بود.  شهرک بوجور دیلی در قرن سیزدهم در نزدیکی منطقه دیلیجان امروزی بنا شد. صومعه هاغارتسین و گوشاوانک بین قرن‌های ۱۰ و ۱۳ ساخته شده‌اند.  مجموعه های صومعه به سرعت توسعه یافته و به عنوان مراکز فرهنگی و آموزشی خدمت کرده اند.  هاغارتسین یکی از نمونه های نمادین معماری ارمنی در حال توسعه در قرون وسطی است.  بسیاری از مراکز مهم مذهبی و آموزشی دیگر از قرون وسطی در دیلیجان باقی مانده است، مانند صومعه جوختاک وانک و صومعه ماتوساوانک.

### تاریخ مدرن

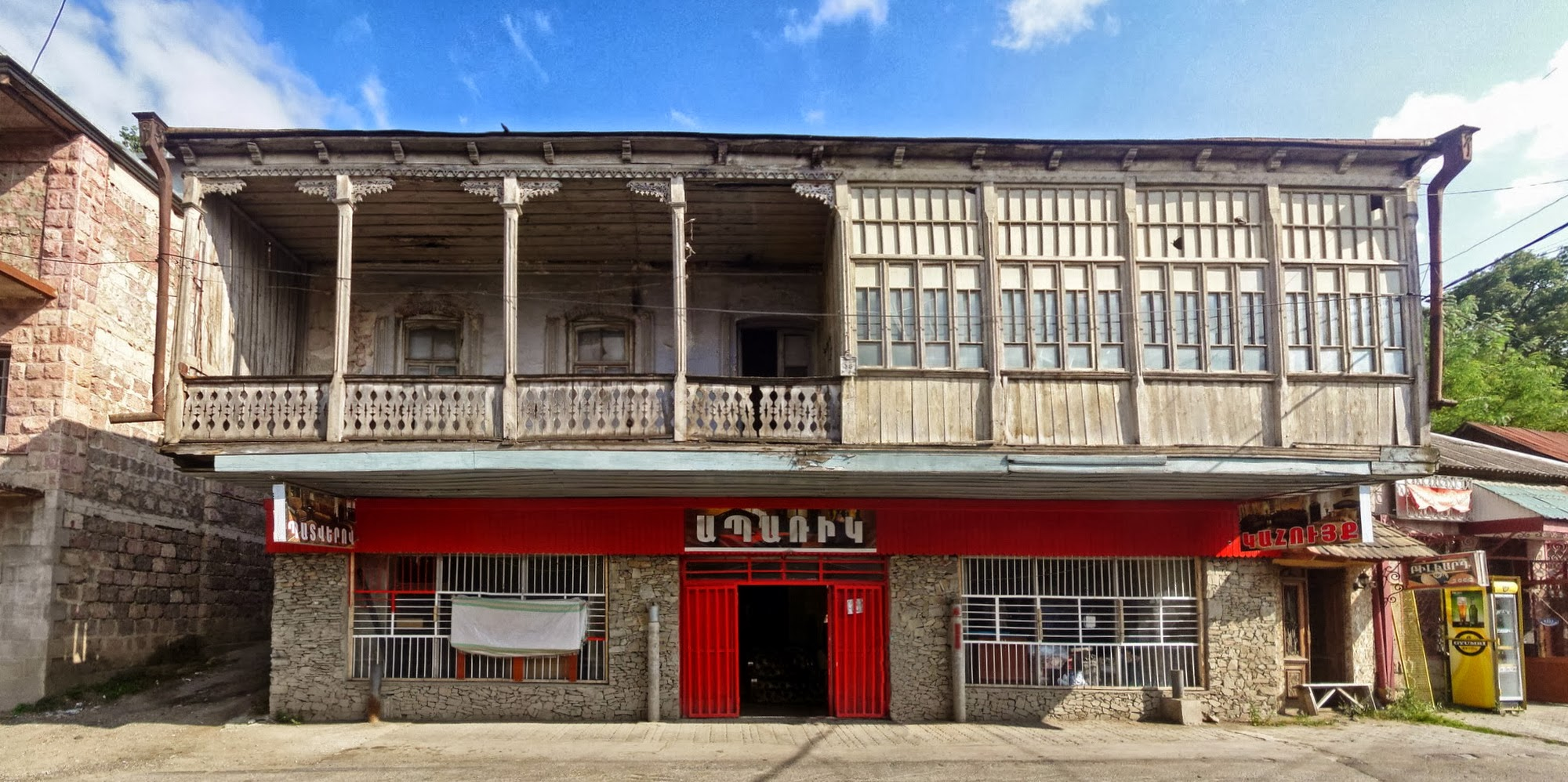
خانه سنتی قرن نوزدهمی در دیلیجان

در سال‌های ۱۵۰۱-۱۵۰۲، بیشتر سرزمین‌های ارمنی شرقی، از جمله سرزمین‌های تاووش امروزی، به سرعت توسط سلسله نوظهور صفویه ایران به رهبری شاه اسماعیل اول فتح شد. در سال ۱۶۶۶ نام دیلیجان برای اولین بار در یادداشت های ژان شاردن جهانگرد فرانسوی ذکر شد.
سرزمین‌های لوری و تاووش امروزی به همراه گرجستان همسایه، در سال‌های ۱۸۰۰-۱۸۰۱ بخشی از امپراتوری روسیه شدند. طبق عهدنامه گلستان که در اکتبر ۱۸۱۳ بین روسیه امپراتوری و ایران قاجار امضا شد، پس از جنگ روسیه و ایران در سال‌های ۱۸۰۴-۱۸۱۳، این سرزمین‌ها به منطقه رسمی روسیه تبدیل شدند. از زمانی که این شهر در سال ۱۸۰۱ تحت حاکمیت روسیه قرار گرفت، جمعیت دیلیجان به تدریج افزایش یافت. در سال ۱۸۶۸ اولین مدرسه آموزش دولتی در دیلیجان افتتاح شد.
شرایط مساعد برای توسعه فرهنگی در اواخر قرن نوزدهم و اوایل قرن بیستم پدیدار شد.  در دهه ۱۸۹۰ گروه های تئاتر زیادی تشکیل شد و اولین کتابخانه شهر در سال ۱۹۰۸ افتتاح شد.
در نیمه دوم قرن نوزدهم، دیلیجان به یک تفرجگاه کوهستانی معروف تبدیل شد و شهر به تدریج شروع به رشد کرد.  در پایان قرن نوزدهم، بسیاری از مراکز تفریحی در شهر افتتاح شد و تئاتر روباز معروف به نام روتوندا در سال ۱۹۰۰ ساخته شد. این تئاتر به مکان مورد علاقه مردم محلی و روشنفکران روسی تبدیل شد.
در آن دوره، بسیاری از خانه های مدرن به سبک معماری سنتی منحصر به فرد ساخته شدند.  بسیاری از ارمنیان ثروتمند از تفلیس و سایر مناطق ماوراء قفقاز شروع به ساخت ویلاهای خود در دیلیجان کردند.  معماری در دیلیجان با سقف کاشی شیروانی، گل سنگی پهن منقوش و دیوارهای سفید کاری شده مشخص شده است.  این سبک به سرعت در سراسر روستاهای دره رودخانه آغستف گسترش یافته است.
در آغاز قرن بیستم، صنایع دستی سنتی بسیاری از جمله فلزکاری، قالی بافی، هنرهای زیبا، حکاکی روی چوب و انواع دیگر صنایع دستی در دیلیجان توسعه یافته است.
در طول نبرد کاراکیلیسا در ماه مه ۱۹۱۸، دیلیجان پایگاه اصلی گروه‌های نظامی ارمنی تحت فرماندهی ژنرال توماس نازاربکیان، با کمک گارگین نژده و نیکولای گرگانیان بود.  ایفای نقش کلیدی در سازماندهی نیروها برای نبرد. پس از استقلال مختصر ارمنستان در سال‌های ۱۹۱۸-۱۹۲۰، دیلیجان بخشی از جمهوری شوروی سوسیالیستی ارمنستان شد.  در سال ۱۹۳۰، تا سال ۱۹۵۸ که دیلیجان به شهر زیرمجموعه جمهوری‌خواهان تبدیل شد، بخشی از منطقه تازه‌تشکیل شده ایجوان بود.
پس از استقلال ارمنستان در سال ۱۹۹۱، دیلیجان طبق اصلاحات اداری در سال ۱۹۹۵ بخشی از استان تازه تاسیس تاووش شد. امروزه، دیلیجان علاوه بر اینکه یکی از برجسته‌ترین تفرجگاه‌های کوهستانی ارمنستان است، با ایجاد مدارس و مؤسسات آموزشی توسعه‌یافته، به عنوان یک مرکز آموزشی بین‌المللی هم برای افراد داخلی و هم برای خارجی‌ها برنامه‌ریزی شده است.

## جغرافیا و آب و هوا
دیلیجان ۱۳ کیلومتر مربع مساحت و ۲۳٬۹۶۰ نفر جمعیت دارد و ۱٬۵۰۰ متر بالاتر از سطح دریا و در  ۳۵ کیلومتری ایجوان، مرکز استان تاووش واقع شده است.

### آب و هوا
| داده‌های اقلیم دیلیجان       | داده‌های اقلیم دیلیجان | داده‌های اقلیم دیلیجان | داده‌های اقلیم دیلیجان | داده‌های اقلیم دیلیجان | داده‌های اقلیم دیلیجان | داده‌های اقلیم دیلیجان | داده‌های اقلیم دیلیجان | داده‌های اقلیم دیلیجان | داده‌های اقلیم دیلیجان | داده‌های اقلیم دیلیجان | داده‌های اقلیم دیلیجان | داده‌های اقلیم دیلیجان | داده‌های اقلیم دیلیجان |
| ماه                         | ژانویه                | فوریه                 | مارس                  | آوریل                 | مه                    | ژوئن                  | ژوئیه                 | اوت                   | سپتامبر               | اکتبر                 | نوامبر                | دسامبر                | سال                   |
| --------------------------- | --------------------- | --------------------- | --------------------- | --------------------- | --------------------- | --------------------- | --------------------- | --------------------- | --------------------- | --------------------- | --------------------- | --------------------- | --------------------- |
| میانگین بیش‌ترین °C (°F)     | ۴٫۲ (۴۰)              | ۵٫۰ (۴۱)              | ۸٫۲ (۴۷)              | ۱۴٫۵ (۵۸)             | ۱۸٫۹ (۶۶)             | ۲۱٫۶ (۷۱)             | ۲۴٫۴ (۷۶)             | ۲۴٫۳ (۷۶)             | ۲۰٫۸ (۶۹)             | ۱۶٫۴ (۶۲)             | ۱۰٫۷ (۵۱)             | ۶٫۳ (۴۳)              | ۱۴٫۶ (۵۸)             |
| میانگین کم‌ترین °C (°F)      | −۶٫۲ (۲۱)             | −۵٫۵ (۲۲)             | −۲٫۹ (۲۷)             | ۲٫۳ (۳۶)              | ۶٫۵ (۴۴)              | ۹٫۳ (۴۹)              | ۱۲٫۷ (۵۵)             | ۱۲٫۳ (۵۴)             | ۹٫۰ (۴۸)              | ۳٫۹ (۳۹)              | ۰٫۰ (۳۲)              | −۳٫۹ (۲۵)             | ۳٫۱ (۳۸)              |
| بارندگی میلی‌متر (اینچ)      | ۲۲ (۰٫۸۷)             | ۳۰ (۱٫۱۸)             | ۴۵ (۱٫۷۷)             | ۶۵ (۲٫۵۶)             | ۱۰۶ (۴٫۱۷)            | ۱۰۳ (۴٫۰۶)            | ۶۶ (۲٫۶)              | ۵۱ (۲٫۰۱)             | ۴۶ (۱٫۸۱)             | ۴۷ (۱٫۸۵)             | ۳۶ (۱٫۴۲)             | ۲۲ (۰٫۸۷)             | ۶۳۹ (۲۵٫۱۶)           |
| میانگین روزهای بارانی       | ۷                     | ۸                     | ۱۲                    | ۱۴                    | ۱۶                    | ۱۴                    | ۹                     | ۷                     | ۹                     | ۱۰                    | ۹                     | ۶                     | ۱۲۱                   |
| منبع: سازمان جهانی هواشناسی |                       |                       |                       |                       |                       |                       |                       |                       |                       |                       |                       |                       |                       |

## جمعیت‌شناسی
| سال   | ۱۹۷۶   | ۱۹۸۹   | ۲۰۰۱   | ۲۰۱۱   | ۲۰۱۶   |
| جمعیت | ۲۴٬۰۵۶ | ۳۰٬۴۳۳ | ۱۶٬۲۰۲ | ۱۷٬۷۱۲ | ۱۶٬۶۰۰ |

## فرهنگ

### جاذبه‌های گردگشری
صومعههای کهن هاغارتسین و گوشاوانک در نزدیکی دیلیجان قرار گرفته‌اند.

### خواهرخوانده
شهر دیلیجان با شهرهای زیر خواهرخواندگی دارد:
| - پتانژ، لوکزامبورگ، از مه ۲۰۰۶ - نواله، ایتالیا، از ژوئیه ۲۰۱۱ - اودینه، ایتالیا، از ژوئیه ۲۰۱۱ - رومان, رومانی، از مه ۲۰۱۲ - اکس-آن-پرووانس، فرانسه، از مه ۲۰۱۲ - دلیجان, ایران، از مه ۲۰۱۷ |

## نگارخانه

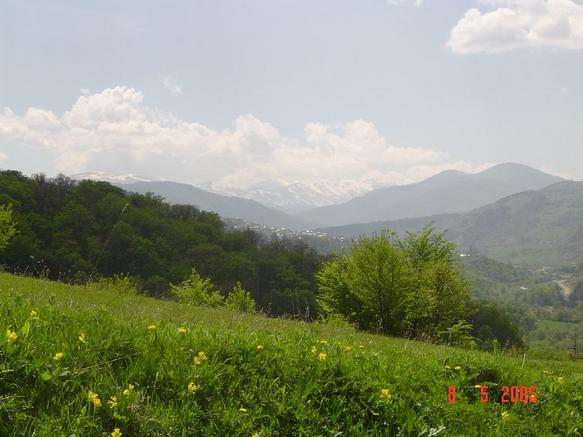
بهار دیلیجان
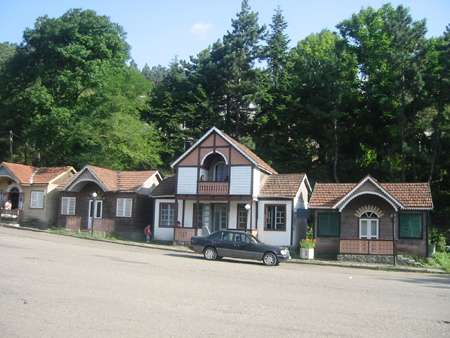
خانه‌های سنتی
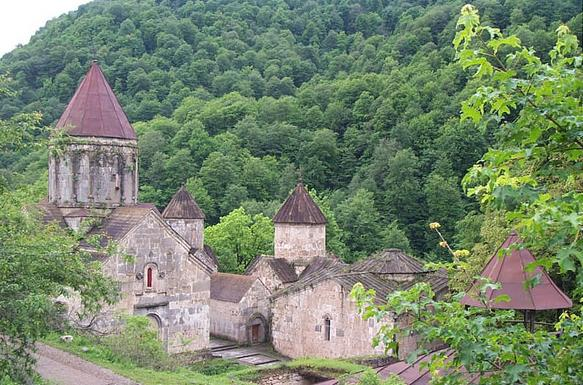
صومعهٔ هاغارتسین
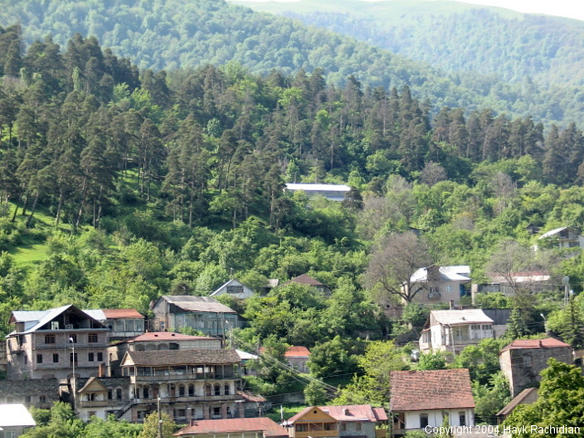
مرکز شهر دیلیجان
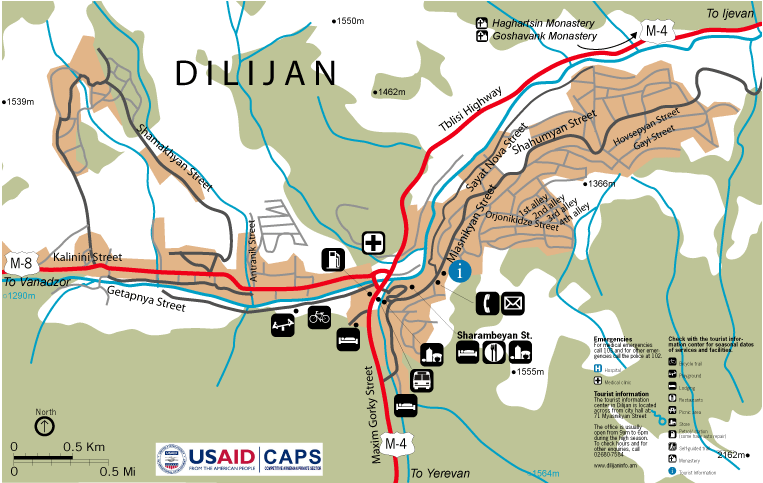
نقشه شهر دیلیجان
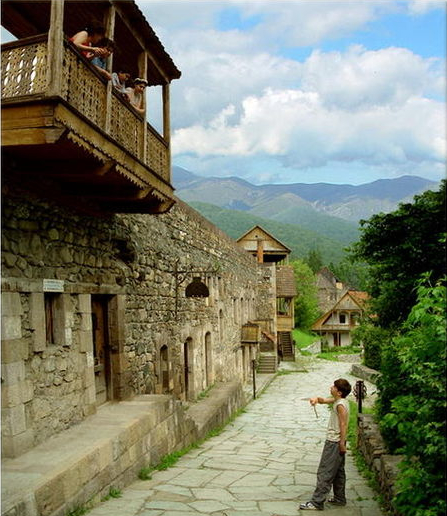
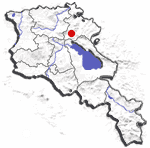
محل دیلیجان در ارمنستان
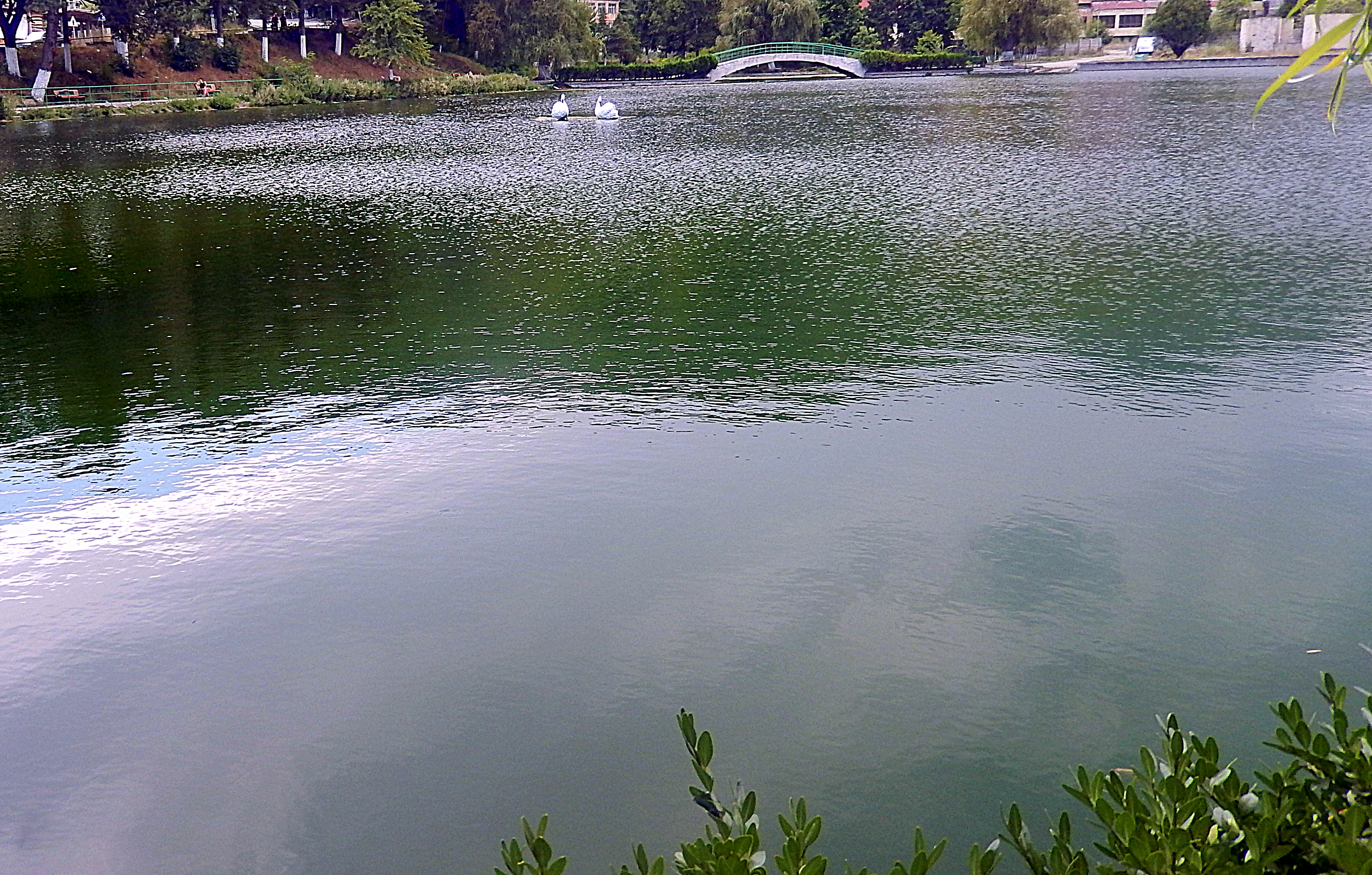
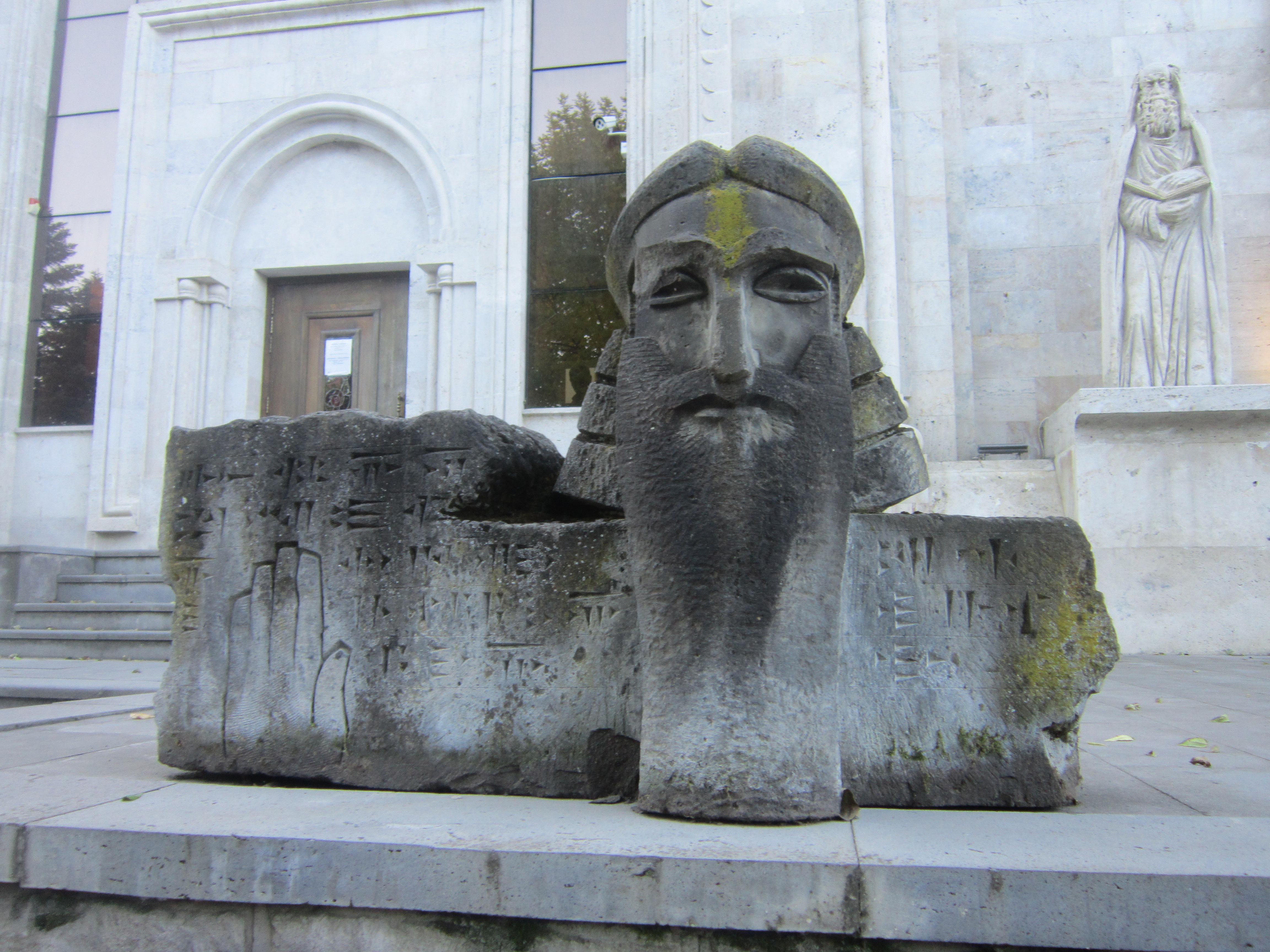
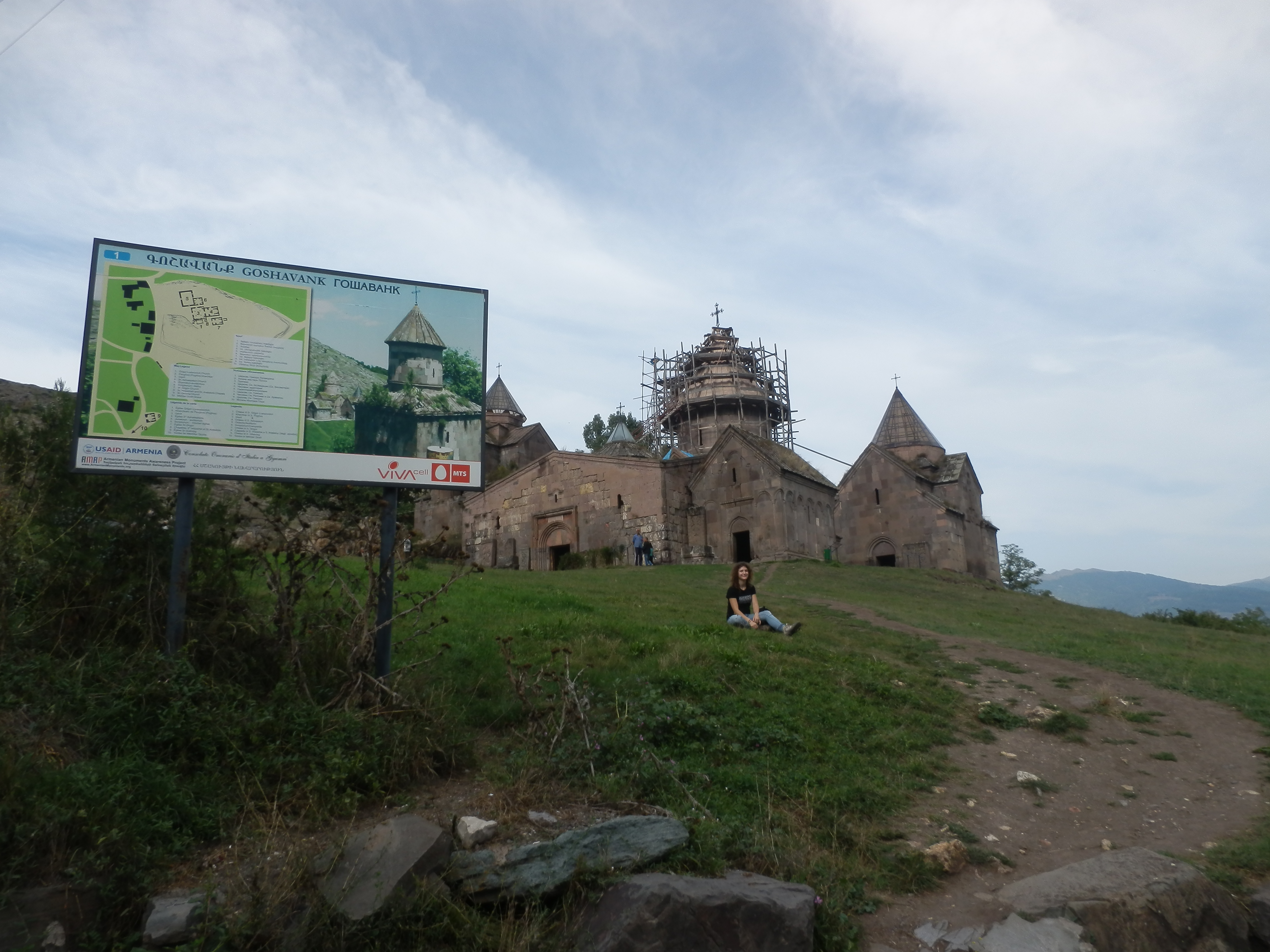
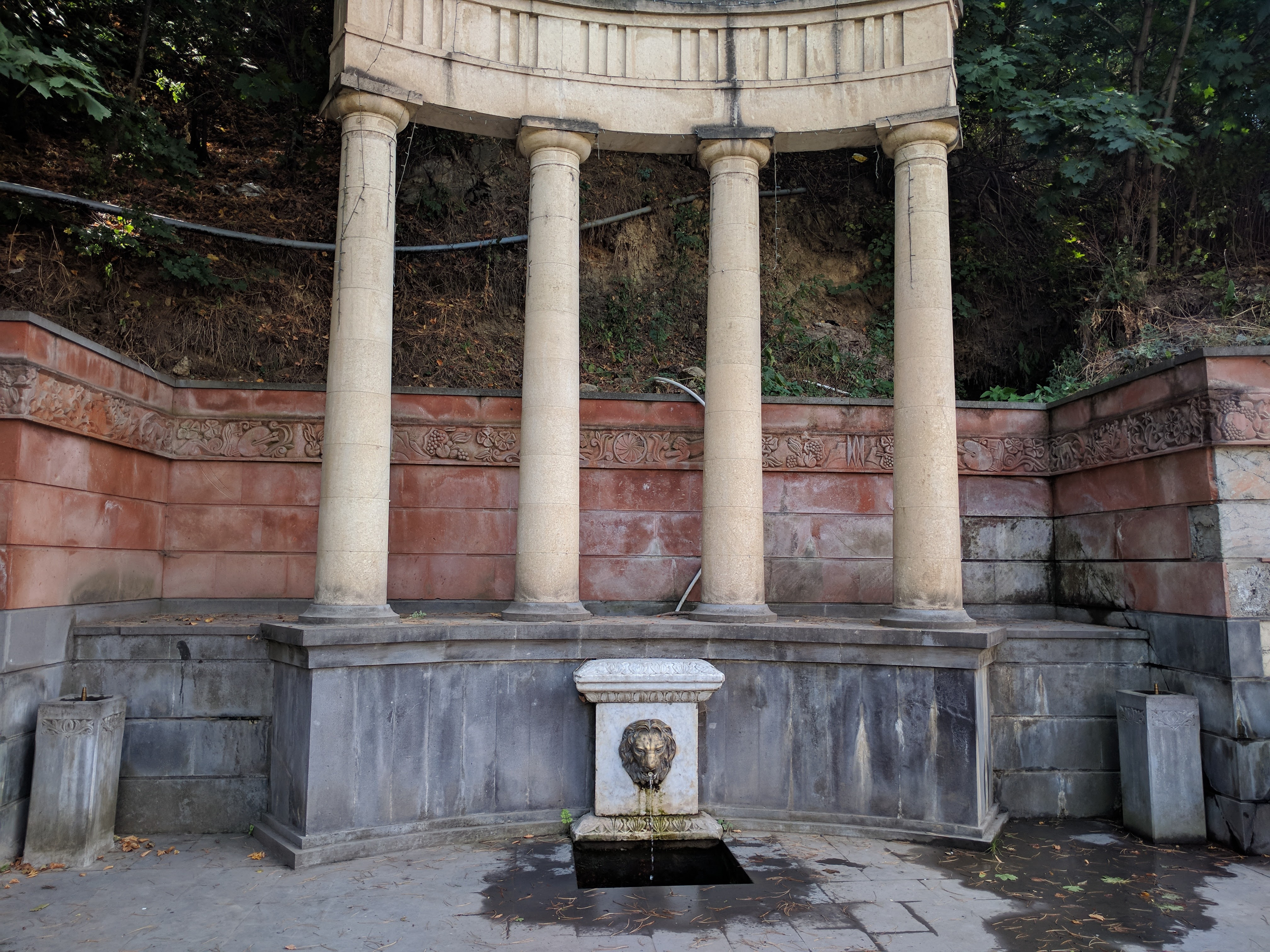
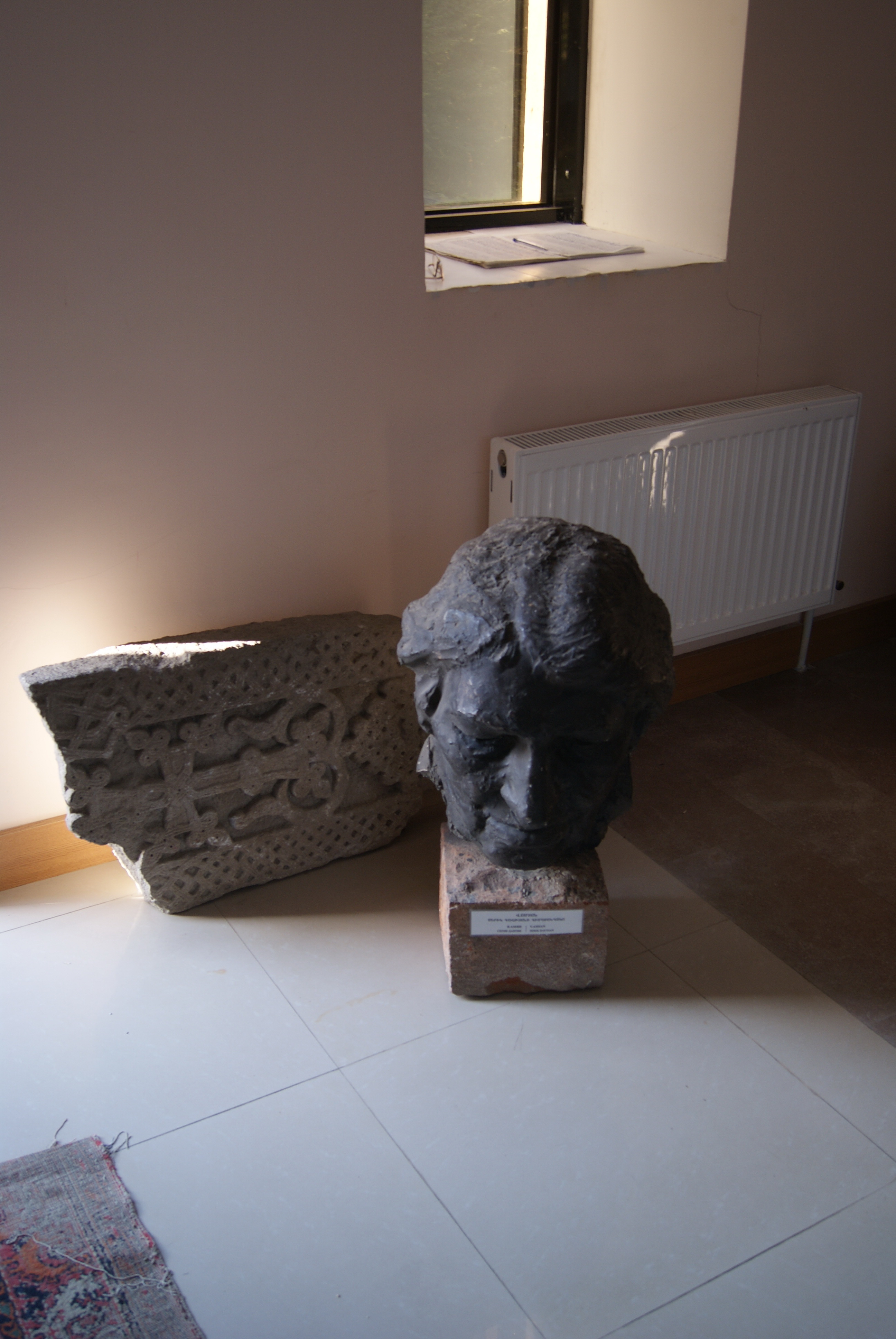
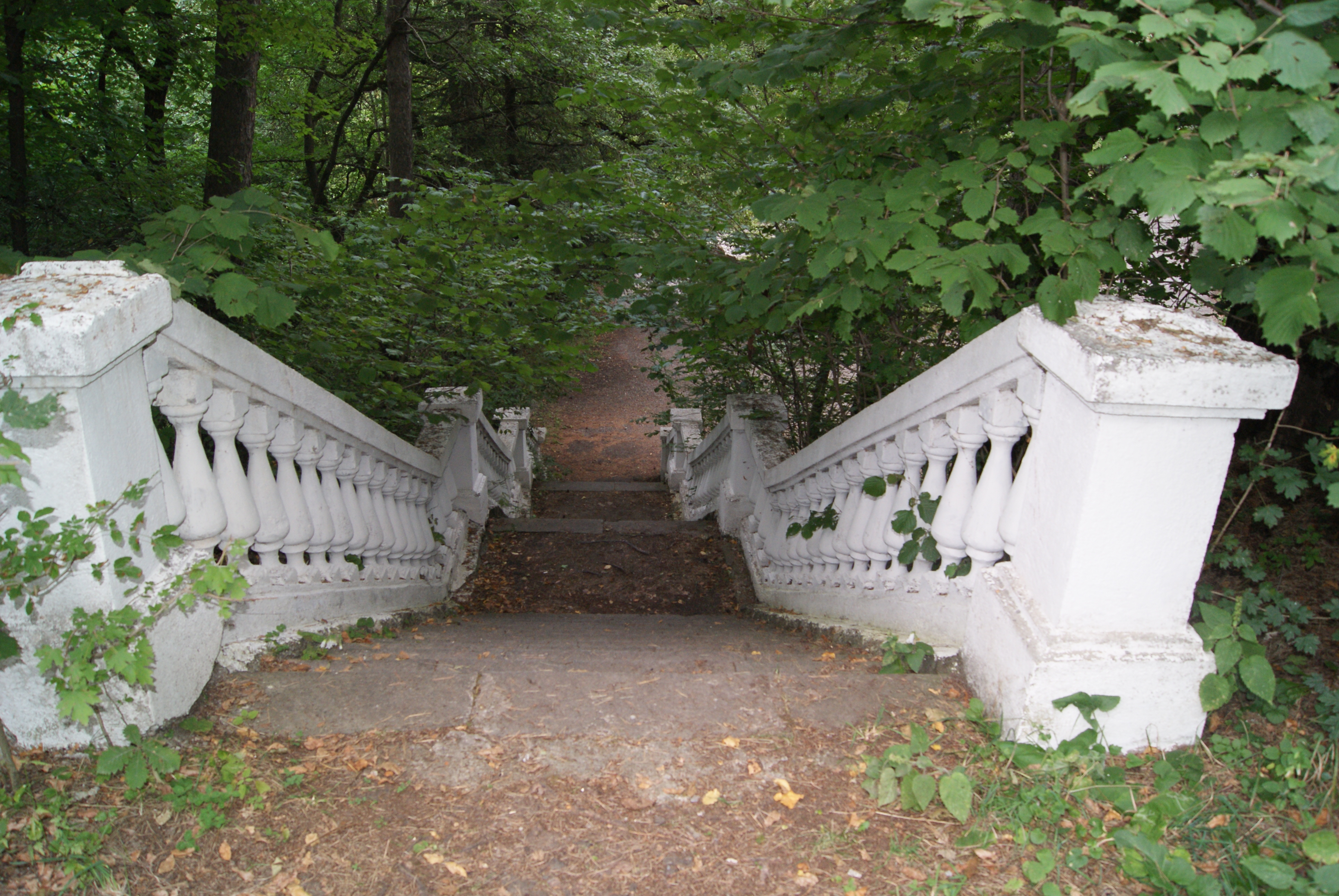